# Akkerkoolroest
De akkerkoolroest (Puccinia lapsanae) is een roestschimmel behorend tot de familie Pucciniaceae. De biotrofe parasiet komt voor op Lapsana. Symptomen van aantasting door de soort zijn onder meer roestvlekken en puisten op de bladoppervlakken van waardplanten. De soort heeft een ontwikkelingscyclus met spermogonia, aecia, uredinia en telia en doet niet aan waardwisseling.

## Kenmerken
Spermogonia
Zoals bij alle Puccinia-soorten groeit het mycelium van Puccinia lapsanae intercellulair en vormt het zuigdraden die in het opslagweefsel van de gastheer groeien. De spermogonia komen voor in kleine groepjes aan de bovenkant van het blad. Ze zijn honingkleurig. 
Aecia
De aecia komen voor aan beide kanten van het blad. Ook komen ze voor op de stengels. De aecia van de soort, die aan beide kanten groeien, hebben een wit peridium. Hun oranje aeciosporen zijn 16–21 × 13–17 µm groot, subgloboïde tot ovaal en bijna glad.
Uredinia
De uredinia komen voor aan beide kanten van het blad. Ze zijn kastanjebruin en poederachtig. De lichtbruine sporen zijn fijn stekelig, met twee equatoriale kiemporen, bolvormig tot ovaal en 17-22 × 15-18 µm groot.
Telia
De telia zien er uit als de uredinia, maar dan zwartbruin en poederachtig. De kastanjebruine teliosporen zijn tweecellig, meestal ovaal tot ellipsvormig, fijn stekelig en 22–33 × 17–26 µm groot. Hun steel is kleurloos en kort.

## Verspreiding
Het is wereldwijd verspreid. In Nederland komt de akkerkoolroest komt vrij zeldzaam voor. 

## Foto's

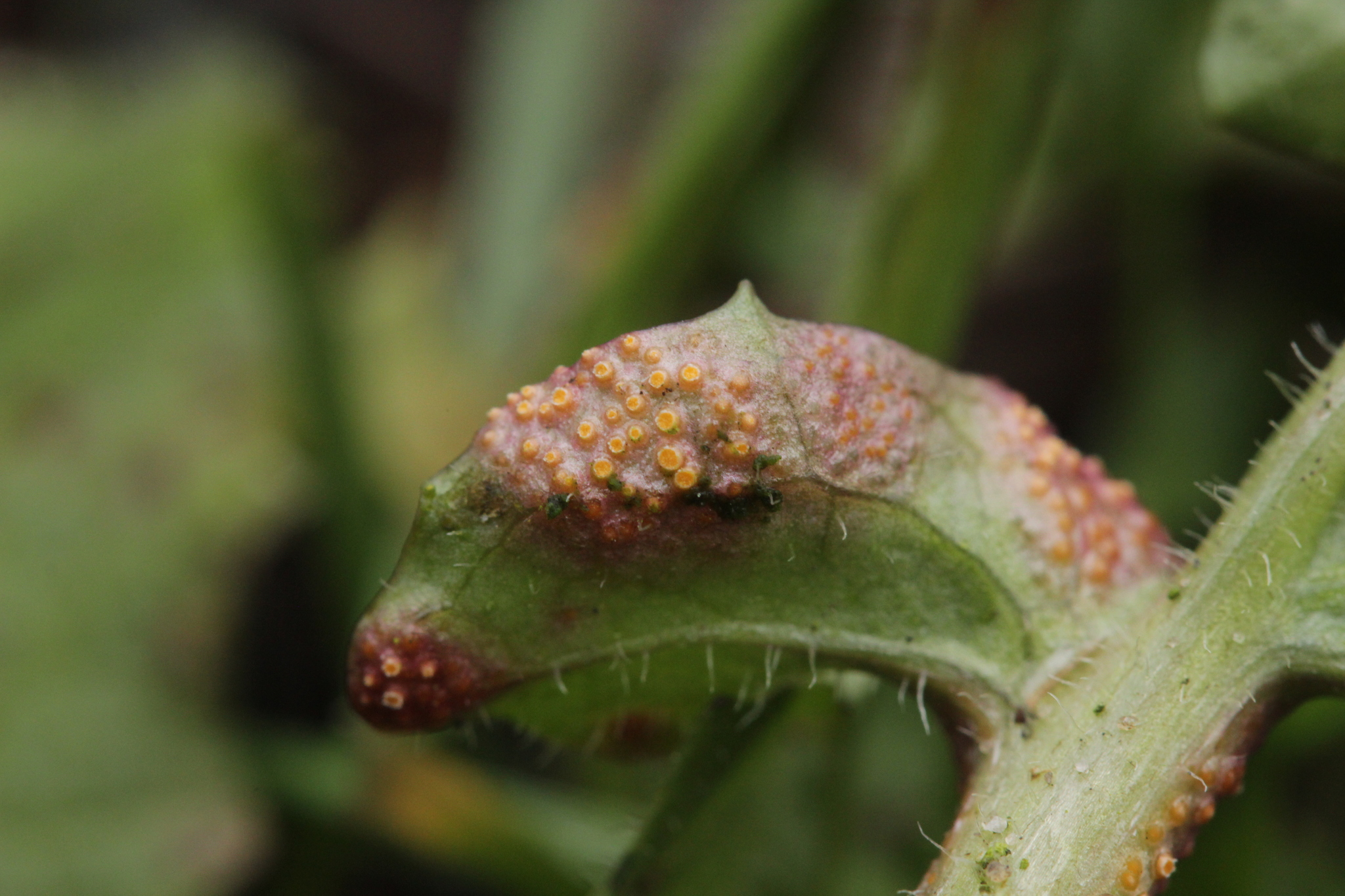
Aecia
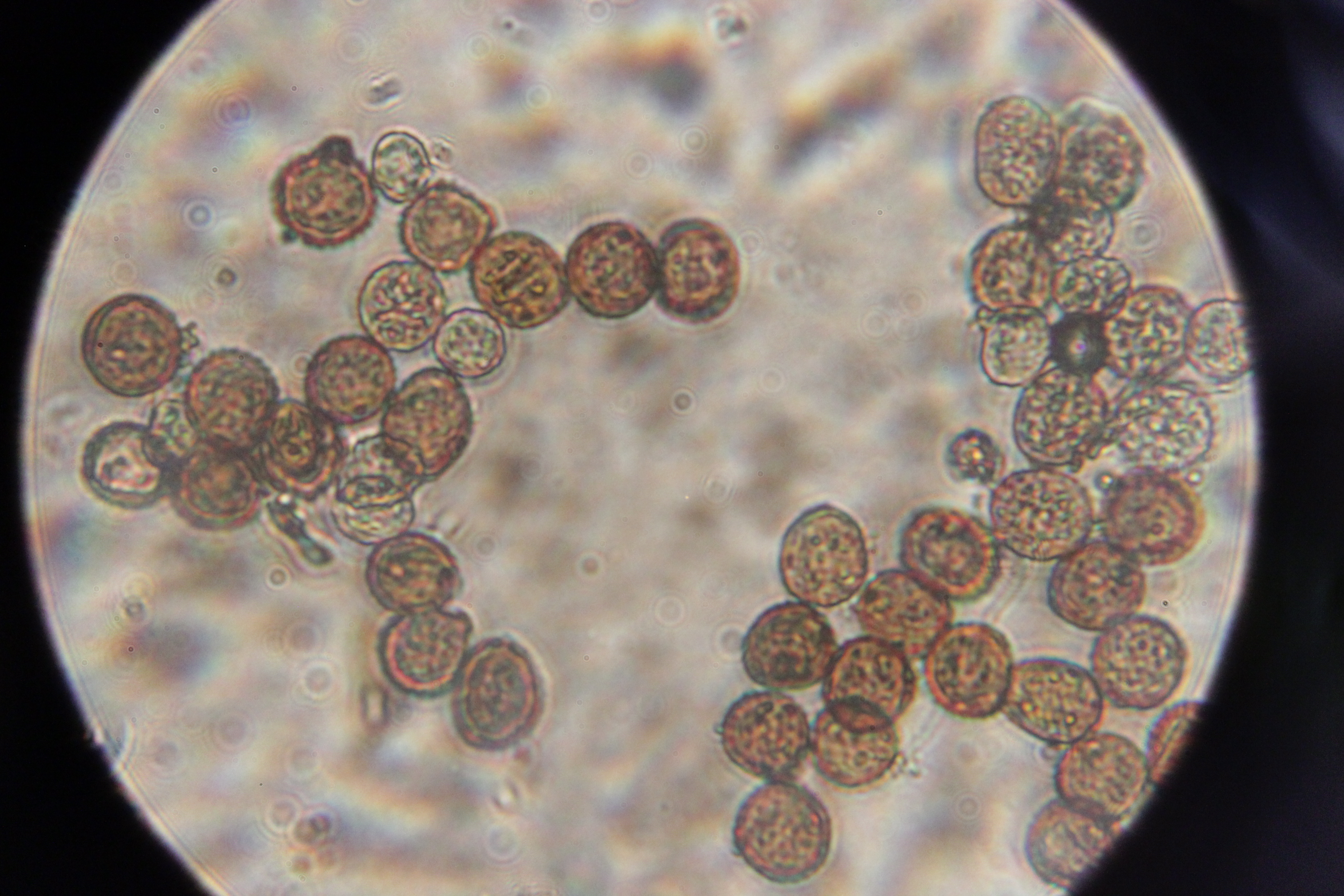
Aeciosporen
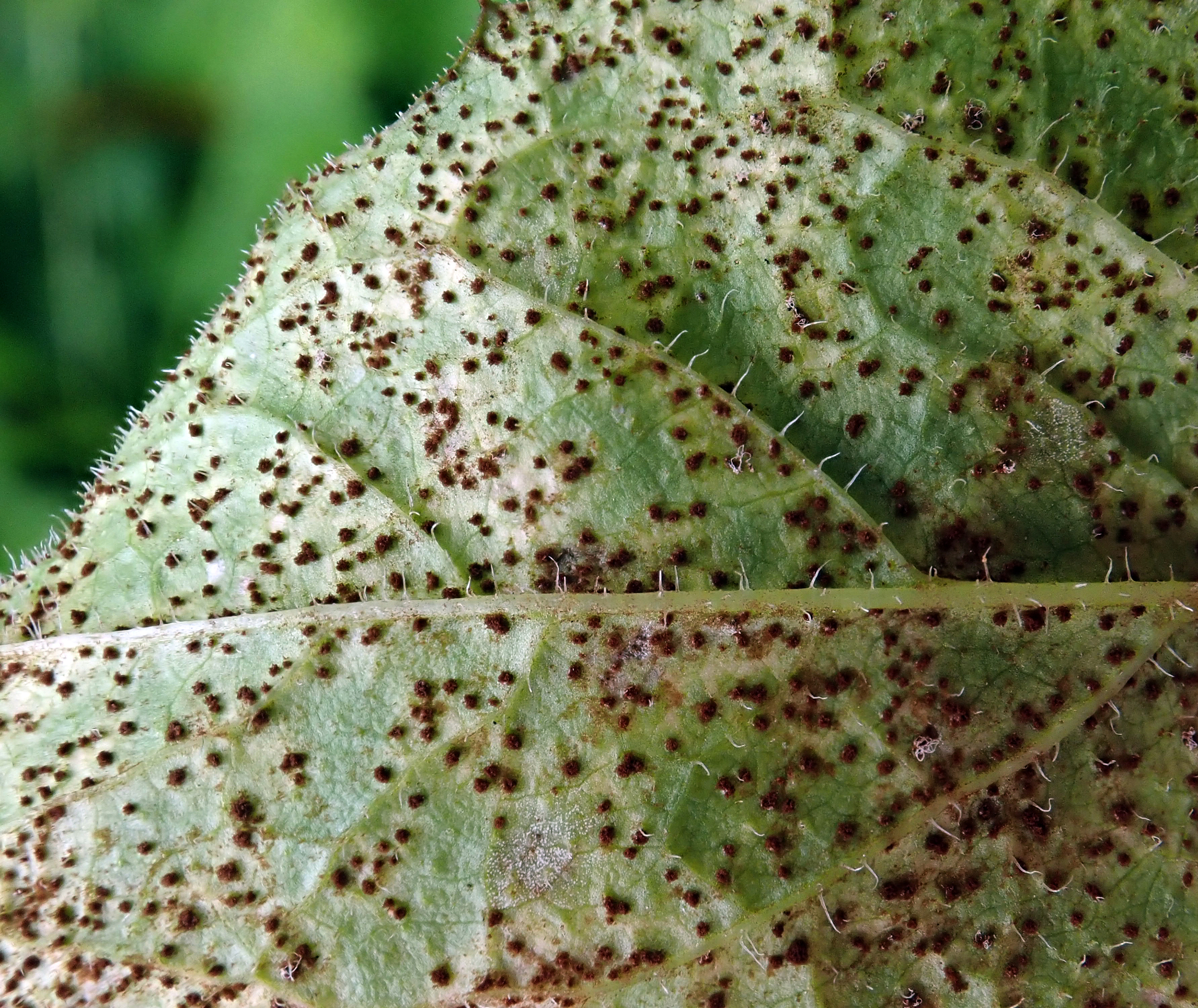
Uredinia
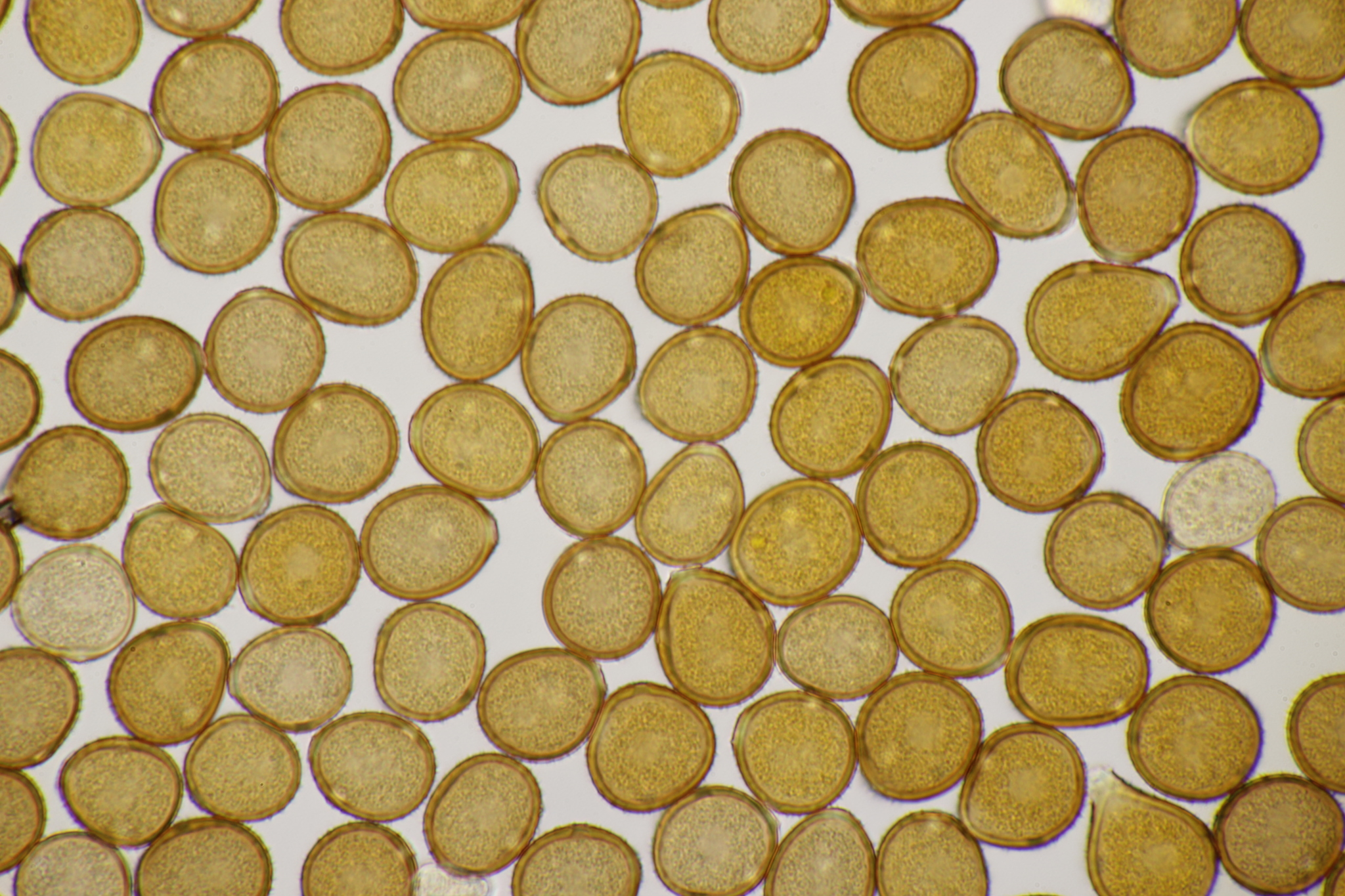
Urediniosporen
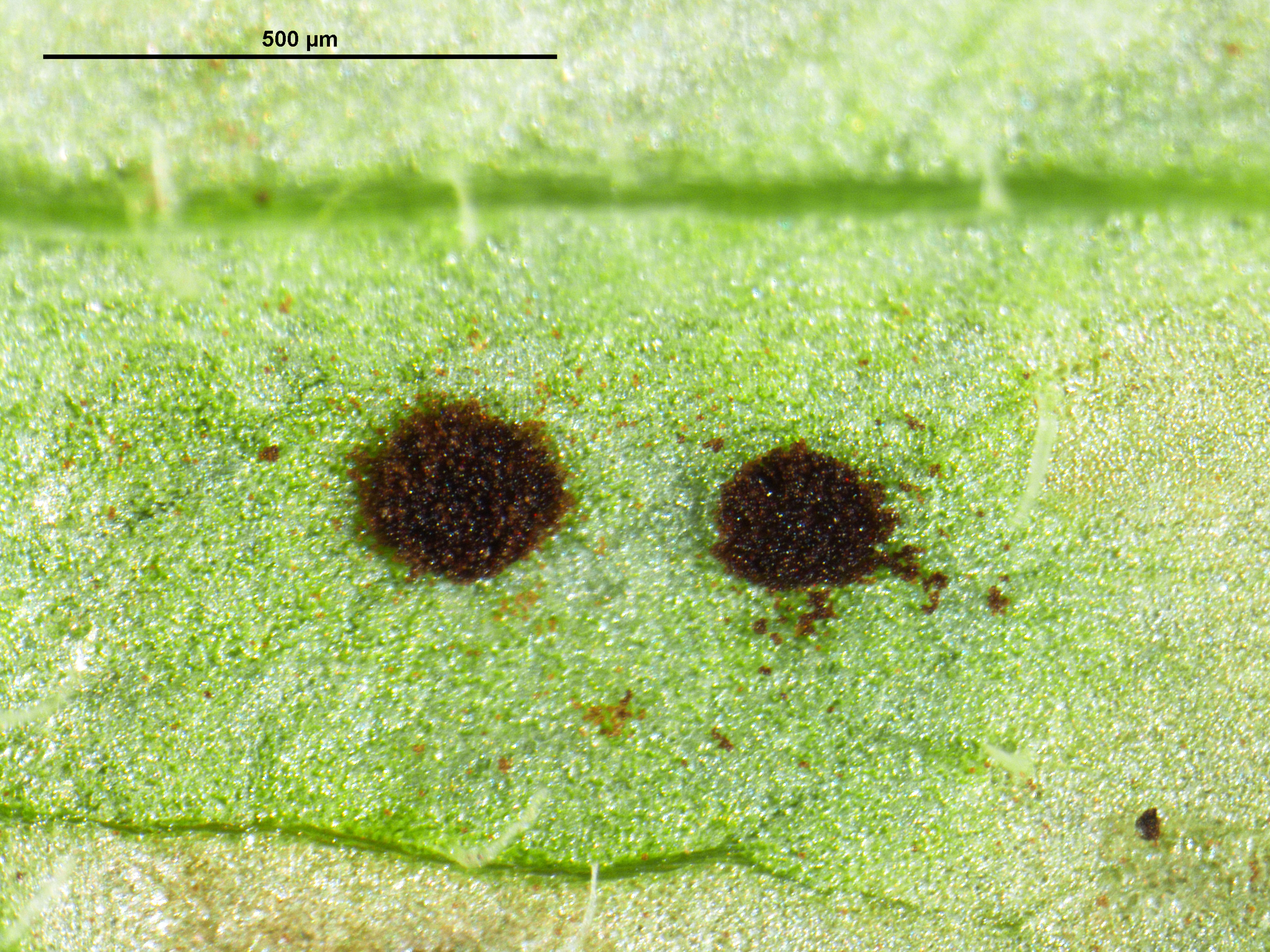
Telia
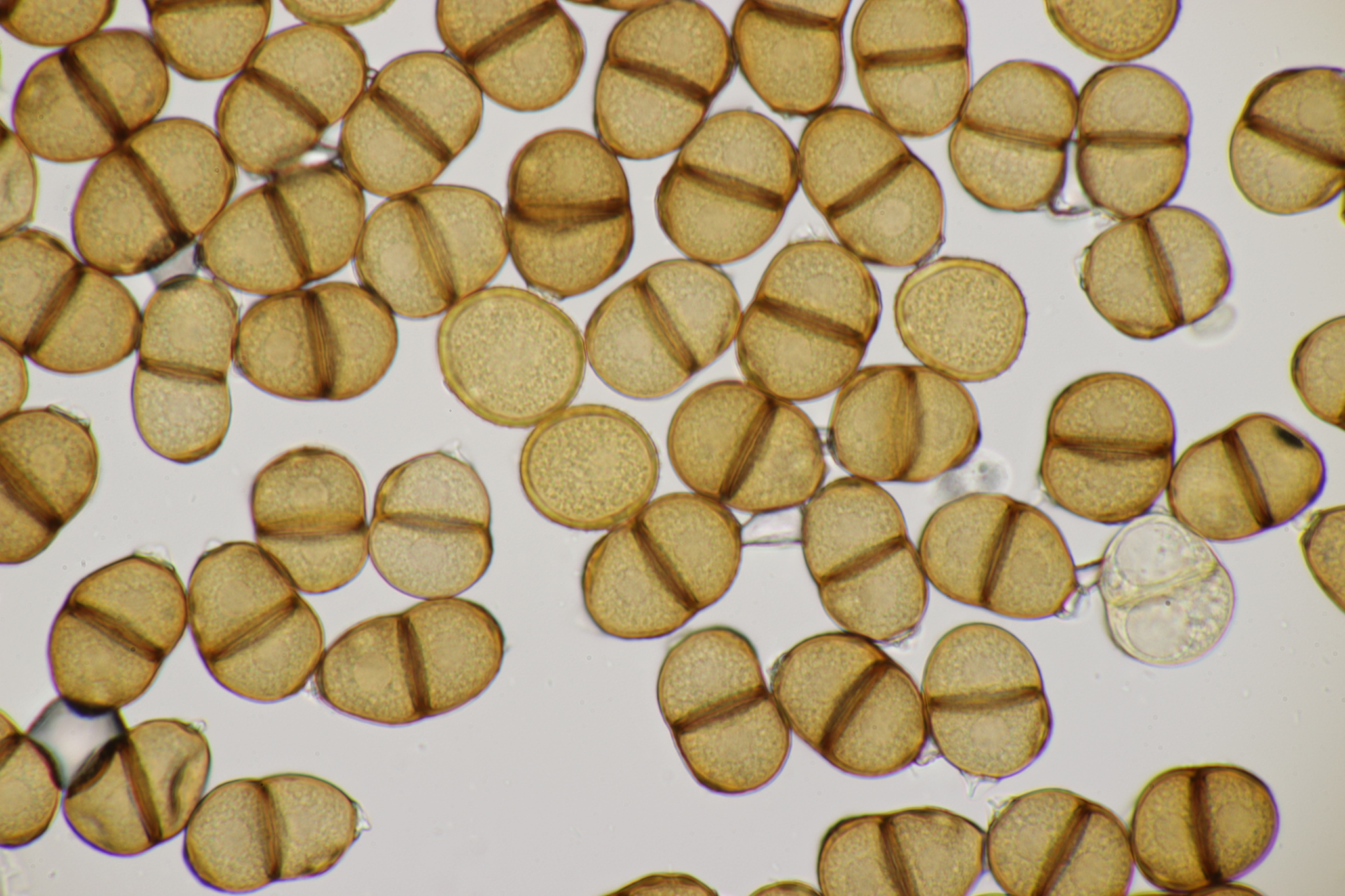
Teliosporen